# غروس سبانورت
غروس سبانورت (بالإنجليزية: Gross Spannort)‏ هو أحد جبال سلسلة جبال الألب أوري ويقع في كانتون أوري في سويسرا. يحتل المرتبة رقم 137 في قائمة جبال سويسرا من حيث الارتفاع، إذ يبلغ ارتفاعه حوالي 3198 متر، بينما يبلغ ارتفاع نتوء الجبل 616 متر، هذا وقد سجل أول وصول لقمة الجبل عام 1867.